# Свобода или смърт (1928 – 1930)
Вижте пояснителната страница за други значения на Свобода или смърт.
„Свобода или смърт“ с подзаглавие ВМРО. Революционен лист е нелегален вестник на протогеровисткото течение във Вътрешната македонска революционна организация, който излиза в София от 1931 до 1934 година. Печата се в печатница „Елисей Петков“ в София.
| Годишнина | Броеве    | Дата                           |
| --------- | --------- | ------------------------------ |
| ІV        | 75 – 82   | 19 юли 1928 – 15 декември 1928 |
| V         | 83 – 107  | 10 януари 1929 – юни 1930      |
| VІ        | 108 – 114 | юли 1930 – декември 1930       |

Вестникът е протогеровистката версия на органа на ВМРО „Свобода или смърт“, който започва да излиза след убийството на генерал Александър Протогеров на 7 юли 1928 г. и последвалия разкол в организацията. Старият вестник остава в ръцете на михайловисткото крило. Редактор на протогеровисткия вестник е Георги Баждаров, до убийството му на 19 септември 1929 г. Вестникът спира след оттеглянето от борбата на част от привържениците на крилото в края на 1930 година. Възобновен е по повод протогеровисткия Седми извънреден конгрес на ВМРО под името „Революционен лист“.